# 臺海現狀

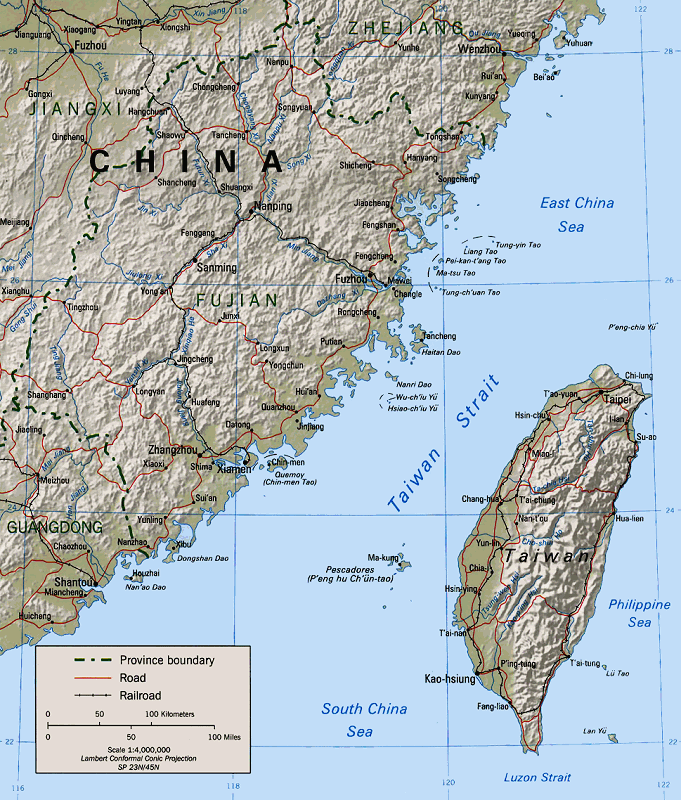
臺灣海峽與兩岸的位置圖

臺海現狀意指當前海峽兩岸的政治狀態，在1949年中華人民共和國建國後，由中華民國政府統治臺灣地區，中华人民共和国政府統治中国大陆的現狀，是描述兩岸問題的重要概念。1949年後，在美國介入下，臺海兩岸事實上處於分治的狀態，曾發生過小型軍事衝突，但大體上維持和平。台海兩岸「维持现状」（status quo）被认为是現時缓和地緣政治冲突的有效方法之一，中华民国政府和美国政府均认同“維持臺海和平穩定現狀”。中華人民共和國政府主張中國統一，以解決台灣問題，反對形成兩個中國與一中一台的台獨現狀。
中華人民共和國方面主張一個中國，中華人民共和國擁有台灣主權，因為國共內戰，殘存的分離主義份子，在美國帝國主義支持下，形成地方政權，非法統治台灣，產生台灣問題。自1949年開始，中華人民共和國曾經發動數次軍事行動，試圖統一。直至1979年金門戰役後，中华人民共和国方面宣布停止炮击金门，同时以全国人大的名义发表《告台湾同胞书》，宣示争取和平统一的大政方针，改採用和戰兩手策略，兩岸關係由戰爭轉向和平，但也宣誓不承诺放弃使用武力，中國不放棄以武力統一。
中華民國方面，自蔣中正總統開始，否認中華人民共和國對台灣擁有主權。在蔣中正與蔣經國總統任內，曾有反攻大陸的軍事計劃，曾與中華人民共和國進行小規模的武裝衝突，但在美國支持下，以臺灣海峽中線作為分界，以自我防衛為主。直到李登輝總統於1991年宣佈終止動員戡亂時期，單方面結束兩岸敵對狀態。部分觀點認為兩岸沒有簽署任何停火協議，因此依舊處於敵對狀態，並在政治、軍事、外交、意識形態等領域上仍有敵對心態。
美國與中華民國政府曾經簽定《中美共同防禦條約》，保證中華民國的獨立地位。在1979年後，美國與中華人民共和國建交。美國採用的區域政策，以中美三個聯合公報，《台灣關係法》與六項保證為基點。美國承認中華人民共和國為中國唯一合法代表，但承諾將持續支持台灣保持民主體制與自治現況，承諾會提供防衛性武器給台灣，以保障台海和平。支持中華人民共和國與台灣之間經由對話，和平解決臺灣問題。

## 历史背景
1895年4月17日清政府因甲午战争战败，与大日本帝國签订《馬關條約》永久割让台灣與澎湖及其屬島给日本。第二次世界大战爆发后，1941年12月9日中國正式对日宣战，并宣布對日一切條約無效。然而根據國際法，單方面宣布條約無效並不能因此取回已經割讓給他國的領土。1945年8月15日，中、美、英、蘇四國政府同時宣佈接受日本無條件投降。1945年9月2日，在臺日軍向代表全體同盟國受降的國民政府主席兼國民政府軍事委員會委員長蔣介石投降。臺灣自此被中華民國接管。1947年二二八事件中，國民政府從中國大陸增援軍隊對台灣民眾進行鎮壓與清鄉。二二八事件後有部分台灣民眾希望聯合國能將台灣及附屬島嶼交由國際託管。中國國民黨於第二次國共內戰中失利，逐渐失去中國大陸的控制權。1949年10月1日，中華人民共和國在北京成立。1949年12月7日，中華民國政府遷往臺北市，僅統治台灣、澎湖、金門、馬祖與其他島嶼及少部分大陸地區。並對中國大陸沿海海域實行關閉政策，意圖封鎖中國大陸海岸線。
1950年6月25日朝鲜战争爆發后，出於冷戰形勢的考慮，美国总统哈利·杜魯門改變1950年1月不積極干預中國內戰的決定，計畫使台灣海峽中立化，派遣第七艦隊進入台灣海峽，既阻止解放軍攻打台灣，也防止國軍反攻中國大陸。他主张台灣的未來必須等待太平洋區域恢復安全，與日本和平條約決定或是由聯合國來考量。中華人民共和國则譴責美國干涉中國內政。1951年9月8日，日本在舊金山和約中，放棄對台灣及澎湖等島嶼的一切權利、權利名義與要求。条约於1952年4月28日正式生效，但無明文规定台湾轉移給予中國（僅在開羅宣言中由盟國提及）。中華民國抗議未被邀請參與舊金山和會卻無濟於事。中華人民共和國则不承认《旧金山和約》。1952年4月28日，中華民國與日本簽訂《中日和約》，於和約第五條中承認《舊金山和約》中關於中國的相關權益。中華民國政府宣稱日本於《中日和約》中將台澎之主權移轉給中華民國，持台灣地位未定論者則否定主權移轉之論述。
1954年12月3日，美國和中華民國簽訂《中美共同防禦條約》，正式协防台灣與澎湖。1954年9月3日，中國人民解放軍對金門發動大規模的九三砲戰，引發第一次台海危機。同年11月14日，於大陳駐守的太平號驅逐艦遭解放軍魚雷快艇擊沉。1955年1月18日，解放軍突擊一江山島，激戰一日過後攻下一江山島。由於一江山島是大陳島的屏障，中華民國政府决定自大陳島撤退，撤退前毀壞島上所有設施，隨之撤銷了浙江省政府。此次行動也是到目前為止台海兩岸最近一次改變實際統治範圍。
1958年8月23日，中國人民解放軍砲擊金門，是為八二三砲戰。國軍堅守，在经历了一定时期的内互射火炮之后，得以繼續控制金門。1950年代末至1960年代，中華民國籌備一系列「反攻大陸」作戰計劃，統稱「國光計畫」，但最终未能實現。

1971年的聯合國大會上，各會員國對2758號決議文的表決立場，该项决议以76票赞成（绿色）、35票反对（红色）、17票弃权（黄色）及3票缺席（天蓝色）获得通过。

1971年《聯合國大會2758號決議》通過，聯合國大會承認中華人民共和國取代中華民國在聯合國之中國代表權。1972年9月29日，日本政府正式與中華人民共和國政府建交，簽訂《中日建交聯合公報》，同时宣布《中日和約》失效。中華民國政府逐步將由中國大陸遷來之國營事業（如輪船招商局等）更名，以防止中華人民共和國以「繼承中國」之姿強行接收其資產。
1974年，解放军海军东海舰队南下编队首航台湾海峡，初步突破关闭政策。1979年1月1日，美國與中華人民共和國建交，同时与中華民國斷交。同年3月，美國國會通過《台灣關係法》並追溯自1979年1月1日生效，4月25日，駐台美軍撤離台灣。5月，中国大陸民用船只在台湾海峡复航。此后海峽中線成为習慣上的分治线。
1980年1月1日，美國國務院告知中華民國《中美共同防禦條約》失效:398。1981年，全國人大常委會委員長葉劍英提出〈葉九條〉。同年3月29日，為對抗中國大陸主張之「一國兩制」，國民黨於第十二次全國代表大會通過「貫徹以三民主義統一中國案」。1982年7月24日，中共中央統戰部部長廖承志致信給蔣經國總統，呼籲兩岸展開和談，「相逢一笑泯恩仇」，中華民國政府未回應。1982年7月25日，蔣經國函電宋美齡称：「此固為『匪』統戰之一貫手法但顯已推向另一更邪惡之層次方向兒將一貫的置之不理並密切注意其後續發展伎倆」。

### 1980年代民主進步黨成立與解嚴
1986年9月28日，台灣第一個反對黨民主進步黨成立。翌年6月5日，其首屆新科立院黨團質詢三七事件無果，美國呼籲中華民國政府進行民主改革開放；7月14日，總統蔣經國宣布台灣地區於次日起解嚴，並陸續開放黨禁與報禁以允許組織政黨與辦報以落實憲法保障的集會自由、結社自由與新聞自由；並於11月2日進一步開放兩岸探親。1988年1月13日蔣經國逝世後，副總統李登輝依中華民國憲法繼任成為第一位臺灣本省籍總統，在其努力及堅持下，任內持續推動修改憲法，正式實施憲法上促進的思想自由、言論自由、學術自由、宗教自由、資訊自由和遷徙自由。1990年7、8月，發生兩次閩平漁事件；1994年3月，發生千島湖事件，衝擊兩岸關係。1990年代後，隨著以往被列為黑名單而流亡海外的異議人士獲准返回，台灣獨立運動逐漸在民間開始興起；1991年10月，民進黨通過台獨黨綱，公開主張民主自由與台灣獨立的政治理念。
1990年，李登輝在國民大會支持下，當選第八任總統。同年10月，李登輝總統宣布成立以促進國家統一為目的的國家統一委員會。其後，李登輝總統代表中華民國政府於1991年5月1日起宣布終止動員戡亂時期，在法律上片面停止謀求以武力作為統一中國的手段，但未結束國共內戰狀態。並展開修憲，制定適用於兩岸分治現狀的中華民國憲法增修條文。於台灣省之台灣、澎湖與福建省之金門、馬祖舉行之國民大會代表全面改選，並於1991年首次辦理，立法委員全面改選則於1992年首次辦理。自此，增修條文所訂之全數國會議員法定席次均由自由地區人民投票決定，憲法增修條文中將中國大陸地區與台澎金馬分成「大陸地區」與「自由地區」，人民的權利與義務由此不再相同，大陸地區人民法理上不適用於中華民國憲法所規定之國民的權利與義務。而原有之第一屆中央民代則全數退職，從此立法委員及國大代表選舉就不再有大陸地區省市參與。
1992年1月，新疆省政府辦事處撤廢，成為中華民國在中國大陸原有之省級行政區中最後一個消亡者。同年立法院以「一個中華民國的兩個地區」為基準制定《兩岸人民關係條例》。條例中將「大陸地區」定義為「臺灣地區以外之中華民國領土」。改制後的台灣省省長、升格為直轄市後的台北市市長與高雄市市長由人民直選於1994年實現。

### 1993年汪辜（辜汪）会谈
1993年4月27日上午10时，海峡两岸关系协会会长汪道涵与海峡交流基金会董事长辜振甫，在新加坡正式举行第一次“汪辜（辜汪）会谈”。双方就两会会务、两岸经济交流、科技文化交流等三项议题进行了广泛讨论。“汪辜会谈”对发展两岸关系、扩大两岸经贸、科技合作和人员往来、各项交流产生了积极的作用。签署了《汪辜会谈共同协议》等四项协议。汪辜会谈也是海峡两岸自1949年分治以来，民间代表在获得官方授权下的首度正式接触。

### 1995年李登辉访美
1995年5月22日，美国突然宣布：克林顿总统决定允许李登辉于当年6月的第一周到美进行“非官方的、私人的访问”，参加康奈尔大学的毕业典礼。尽管此前两天，美国总统国家安全事务助理莱克和副国务卿塔诺夫已正式约告中国驻美大使李道豫，这一宣布仍令人震惊。仅一个月之前，美国国务卿亲口对李道豫做出过承诺，说美国不会允许李登辉访美。
1995年7月至11月23日期间，中国人民解放军第一次导弹发射及军事演习，表示抗议李登辉在美国康奈尔大学所发表的“民之所欲，长在我心”演讲，并警示台湾。
1995年7月18日，新华社发表新闻宣布中国人民解放军将于7月21日至28日间，举行二炮部队的导弹试射演习，朝向距离台湾基隆港约56公里的彭佳屿海域附近举行导弹试射。此番举动，让两岸关系变得紧张起来。1995年12月19日，美国派尼米兹号航空母舰战斗群通过台湾海域。

### 1996年台海危机
1995年1月30日，時任中國共產黨中央委員會總書記江澤民提出“江八點”。1995年至1996年間，兩岸關係持續緊張，中華人民共和國政府試圖影響台灣選舉而進行軍事演習，结果適得其反。1996年3月台灣、澎湖、金門、馬祖首次舉行之總統直接選舉，李登輝當選第九任總統，成為第一位直選的中華民國總統。1998年12月21日，實行精省，臺灣省政府改成行政院的派出機關，喪失原有的地方自治功能。1999年7月9日，李登輝總統在接受德國媒體專訪時，定義臺海兩岸現況為「特殊國與國關係」（兩國論）。兩岸停止經貿談判。

### 陳水扁政府：2000－2008年
2000年3月18日，前台北市長、民進黨籍總統候選人陳水扁當選第十任總統，民進黨首度執政中華民國政府，為中華民國史上首度政黨輪替。2002年8月，陳水扁總統提出「一邊一國論」，逐漸推動去蔣化運動。2004年3月，陳水扁連任。

#### 有關臺海前途的諸項憲制現狀的形成
2004年中華民國總統選舉期間，陳水扁提出擬在下一任期内草擬「新憲法」草案，改變既有民國憲法中的國旗、國號、領土等内容。不過該次制憲實際并未完成，僅進行了中華民國憲法的第七次增修。2004年8月，立法院公告憲法修正案，定於次年選舉召開任務型國民大會複決此案。此次憲法修正，將修憲案和變更領土案的複決方式，從國民大會投票，修改為自由地區全民公投。
因應中華民國的上述憲政變化動向，中華人民共和國全國人大常委會2004年12月一讀《反分裂國家法》，并於2005年3月14日由全國人大通過生效。該法案列明，如發生「台灣從中國分裂出去」的事實或重大事變時，得采取「非和平方式及其他必要措施」。
前述的中華民國憲法第七次增修，於2005年6月7日付國民大會複決，在國民黨、民進黨的共同支持下取得通過。自此以後，修憲和變更領土案除需要立法院¾多數同意外，還需要在公投中取得超過自由地區選民總數50%的支持票數，方能複決通過。這一門檻相較其他中華民國全國性公民投票（支持人數達到選民總數25%，且反對人數少於支持人數）為更高，之後數十年來，也未再有修憲或領土變更案獲得通過。

#### 國家統一綱領與國家統一委員會的終止
2005年10月，中華民國政府停用法理上各省（市）縣（市）行政區域代碼，由行政院所屬單位編輯的《中華民國年鑒》亦於同年起不再將大陸地區列於「土地」一章之中，此後「土地」、「人民」及各項收錄資料均以治權所及之臺澎金馬為範圍。陈水扁政府文獻僅列出實際統治區（即台灣地區）之行政區域，並棄用「中華民國全圖」。2006年2月27日，陳水扁總統裁示，《國家統一綱領》終止適用，并於次日宣布終止國家統一委員會的運作。這一事件引起中華人民共和國的强烈反彈，也引起美國關切，美國國務院要求台方澄清沒有「廢除」國統綱領和機構，否則便是違背承諾、單方面改變現狀。
同年爆發百萬人反貪腐運動试圖罷黜陳水扁，未果。2007年9月，在北京舉行的第二十九屆夏季奧林匹克運動會之聖火傳遞路線原包含台北市，但最終因為國旗問題及路線等談判破局，聖火未能途經台灣，是為自柏林奧運開創聖火傳遞的活動有史以來首座城市於邀請下而無法傳遞的紀錄。

### 馬英九政府：2008－2016年
2008年，前台北市長、國民黨籍總統候選人馬英九當選總統，結束民進黨八年執政，國民黨重回執政。5月20日就任後表示「維持台海現狀」，回歸《中華民國憲法》，以憲法一中與九二共識為基準，與中國大陸政府簽訂兩岸各項事務和經貿協定並展開交流，並提出「不統、不獨、不武」。2012年，馬英九成功連任總統後，在就職演說中稱依兩岸人民關係條例表示兩岸是「一個中華民國的兩個地區」。同年5月21日，行政院大陸委員會發新聞稿稱外蒙古已非中華民國法定領土。
馬英九任內，兩岸關係發展良好，台灣得以用中華台北名義參加包含國際民航組織、世界衛生組織等多個國際組織的活動。
2013年6月底，兩岸服務貿易協議引發社會爭議。同年10月10日，馬英九在國慶大典上宣稱「兩岸不是國際關係」。2014年3月至4月，爆發反對兩岸服務貿易協議的太陽花學運，其後協議被擱置。8月，發生陸委會副主委張顯耀遭指控洩密而免職事件。9月，中華民國政府重申拒絕一國兩制的立場。
2015年11月7日，习近平与马英九在新加坡舉行會面，是海峽兩岸自1949年因內戰分治以来，雙方最高領導人的首次會晤。但未發表共同聲明、宣言或簽署任何協議。

### 蔡英文政府：2016－2024年

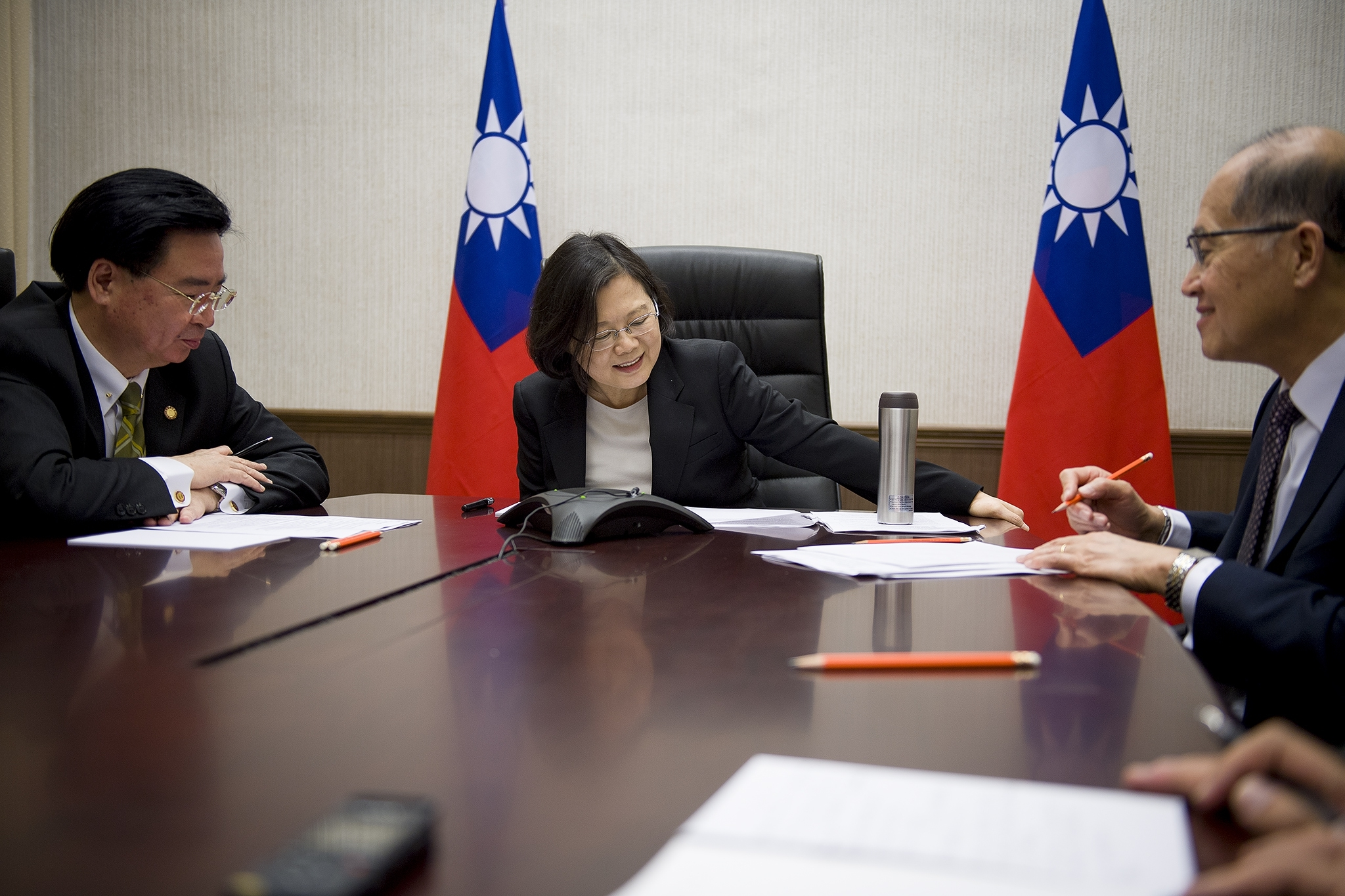
2016年12月2日的川蔡通话曾被认为是台湾外交突破

2016年5月20日，民進黨籍候選人蔡英文當選中華民國總統，民進黨重返執政。蔡英文就任總統後表示“维持台海现状”，但不接受九二共识，并于同年年底成功与美国候任总统川普通电话。北京對蔡英文政府持續施压，企盼蔡英文能重提九二共识。蔡英文则在民進黨創黨30周年之际，发表公开信表示要力抗北京压力，发展對外关系，摆脱对北京的依赖。
北京聲稱打击台独势力，阻撓臺北參與國際組織（例如：國際民航組織、國際刑警組織、世界衛生大會），不再堅持過往八年的「外交休兵」政策，導致聖多美普林西比、巴拿馬、多明尼加、布吉納法索、薩爾瓦多、索羅門群島、吉里巴斯、尼加拉瓜、宏都拉斯、諾魯等國相繼與中華民國斷交，並與中華人民共和國建交或復交。部分獨派稱藉未來可能零邦交之機擺脫「中華民國」稱號的包袱，以「台灣」之名建國。此外，中國人民解放軍也多次繞航台灣或者舉行演習。
習近平在2019年提出《一國兩制臺灣方案》。蔡英文表示不接受九二共識與一國兩制，泛藍陣營的中國國民黨亦拒絕接受一國兩制。2019年8月1日起中國大陸暂停47个城市居民赴台个人游试点。
面對中國人民解放軍解放台湾的威懾，中華民國外交部在2021年4月30日表示中共的行為已對臺海區域安全及現狀產生危害，中華民國將持續與美國、日本、歐盟、澳洲等理念相近的民主國家深化合作，共同維護臺海現狀及印太地區的和平、穩定與繁榮。
2022年8月2日，美國眾議院議長南西·裴洛西出訪亞洲途中到訪台灣，引起北京的强烈反感，為制約裴洛西訪台暫停台灣食品進口。日程前后两岸均进行军事调动和演习，引起國際對臺海安全的關注。
2022年8月起，中國大陸的無人機頻繁來到金門防區。8月30日下午，有中國大陸無人機進入大膽、二膽、獅嶼地區，有無人機遭到國軍射擊驅離。同時亦有金門出發的無人機偵查福建角嶼中國人民解放軍兵營。9月1日中午12點3分，1架中國大陸無人機飛到金門獅嶼空拍時被國軍金門防衛指揮部擊落。
2023年4月12日，中華人民共和國商務部对台湾禁止大陆进口的2455项产品展开贸易壁垒调查。
2023年5月19日起，中國大陸恢复旅行社及在线旅游企业经营台湾居民入境团队旅游和机票+酒店业务。交通部觀光局局長張錫聰表示，禁止旅行業者接待及組團前往中國大陸的禁團令還不會解除。
2023年11月29日，中华民国总统蔡英文表示，中国领导人习近平由于难以克服国内的经济和政治挑战，现在不太可能入侵台湾，对于美国对台防务政策，则表示称，“台湾人民坚定致力于自我防卫，并清楚了解有责任捍卫自己的家园”。

### 賴清德政府：2024年至今
2024年5月20日，賴清德總統於就職典禮上發表演說，重申「根據中華民國憲法，中華民國主權屬於國民全體，有中華民國國籍者為中華民國國民；由此可見，中華民國與中華人民共和國互不隸屬。」美國國務院則歡迎賴總統維持台海現狀承諾。
2025年3月13日，賴清德召開國安高層會議，主題是「凝聚反併吞共識，因應中國統戰滲透」。會後發表敞廳談話，稱中國是境外敵對勢力，檢討修正洪仲丘事件廢除的軍事審判制度，恢復軍事審判因應滲透。

## 各方對現狀的認知
對於「兩岸現狀」，台灣和中國大陸方面各自有不同的認知。
| 所屬政權           | 所 屬 陣 營 派 系      | 代 表 政 黨 或 人 物                      | 現狀認知 | 參見                                  | 對「一个中国」的定義或認知 | 對兩岸血緣的認知                   | 依據法源法規                         |
| ------------------ | ---------------------- | ----------------------------------------- | --- | ------------------------------------- | --- | ---------------------------------- | ------------------------------------ |
| 中華人民共和國政府 | 政 府                  | 中国共产党                                | - 世界上只有一個中國（中華人民共和國），台澎金馬等地區是中國神聖的領土，中華人民共和國是代表中國的唯一合法政府。中國大陸地区和台澎金馬地區同屬於一個中國。 - 台湾问题是中國「内政」問題，不容許外國干涉，海峡两岸遵循九二共識（兩岸同屬一個中國）。1980年代以来，以“和平统一、一国两制”为解决台湾问题的基本方针，同时不承诺放弃使用武力。 - 中華人民共和國政府於1949年10月1日取代中華民國政府统治中國。法統上，中华人民共和国已完成國家繼承，不承認1949年10月1日後中華民國的存在。统治台澎金馬的中華民國政府定位于“台湾当局”。 | 一國兩制                              | 是，支持一個中國原則 | 是，提出兩岸一家親                 | 《中華人民共和國憲法》 反分裂國家法  |
| 中華人民共和國政府 | 对 台 温 和 派 ↓ 和 统 | 周 志 怀 、 余 克 礼 、 章 念 驰 、 辛 旗 | 周志懷認為隨著中國大陸整體實力增長，鄧小平當年提出的一國兩制提議已經沒有可能，因為其實那是一種寬鬆條件。 章念馳：「不共締統一就只能被統一。」 2013年，中华文化发展促进会副会长辛旗在“‘北京会谈’强化认同互信、探索政治安排研讨会”开幕致辞时说，共同坚持两岸最终走向统一的发展方向。两岸共同致力于提高社会文明程度和中国人的现代化水准，建设“富而好礼”、“公平正义”的社会，这是两岸和平发展过程中的责任，更重要的是和平发展必须指向最终统一，这是发展两岸关系的根本准则，是春秋大义。不讲统一的“和平发展”有可能演变成“和平分立”，造成两岸永久分裂，这是与“振兴中华”及中华民族伟大复兴背道而驰的。 辛旗认为，两岸关系的现状是内战遗留问题，两岸的分歧显而易见，比如说双方的政治关系、台湾的政治定位、谈判所用的名称以及双方公权力机构互相之间是什么样的关系，以及双方法律体系之间处于一种什么样的关系等等，都要在“九二共识”的基础之上，通过谈判解决。 | 一國兩制                              | 是，支持一個中國原則 |                                    |                                      |
| 中華人民共和國政府 | 对 台 强 硬 派 ↓ 武 统 | 王 洪 光 、 罗 援 、 王 在 希             | 2017年3月，在第十二届全国政协第五次会议开幕后，王洪光接受记者采访时表示：“美国在台湾部署萨德之日，就是我们解放台湾之日！”该言论随即成为媒体舆论焦点。随后，解放军官方网站中国军网发表评论称：“对王洪光委员的讲话，不必大惊小怪，也不必过度解读，並非再出狂言，他不是军队的新闻发言人，可以理解是他个人的观点。” 2018年3月，美國國會通过《台湾旅行法》。王洪光为此在环球网发表《“六战一体”武统台湾》：中國是抗戰主力，大陆不放棄武統台灣，解放軍將在這一戰全滅台獨，令台獨心驚膽戰，台獨求饒也沒用，武統台灣沒難度。并打算撰写《攻下台灣只要三天》《“台独”哪里逃》。 |                                       | 是，支持一個中國原則 |                                    |                                      |
| 中華民國政府       | 政 府                  | 不 適 用                                  | 政府認為的現狀是指兩岸自1949年起即對立、分治的現狀。但兩個曾經執政的政黨陣營對兩岸現狀有不同的解釋。 | 《中華民國憲法》                      | 不適用 | 不適用                             | 不適用                               |
| 中華民國政府       | 泛 藍 陣 營            | 中國國民黨                                | 中國國民黨、親民黨、新黨、無黨團結聯盟等组成的泛藍阵营认为一個中國指的是中華民國，由兩岸各自表述为中華民國或中華人民共和國。中国領土由中華民國憲法界定：自由地區（即臺灣地區）和大陸地區均為中華民國國土，並不承認中華人民共和國的主權合法存在。台灣地區的主權與治權均屬於中華民國。和中國共產黨以海基海協兩會模式或黨對黨方式交流。 | 一中各表 一中同表 一國兩府 一國兩區   | 是，支持一中各表下的中華民國 | 是，但基本強調九二共識，一中各表。 | 《中華民國憲法》、兩岸人民關係條例   |
| 中華民國政府       | 泛 綠 陣 營            | 民主進步黨                                | 民主進步黨、時代力量、台灣團結聯盟等组成的泛綠阵营多數認同一中一台的區隔，中华人民共和国代表中國，中華民國代表台灣，以兩國論為基礎來維持台海現狀。認為中華民国的領土是歷年國會與總統大選所實踐的人民、領土與主權範圍，也就是台澎金馬等實際管轄的國土；「中國」僅視為中華人民共和國。現時多數不反對沿用中華民國為台灣的國號，以中華民國代表台灣。部分台灣獨派認為中華民國不存在或不承認中華民國，或者認為中華民國是台灣的外來政權以及流亡政府，但普遍認為台灣應優先於中華民國，接受國內外均使用臺灣之正名。認為中華台北等其他代稱都是矮化，也認為所謂的「黨對黨」模式已不適用於民主化後的臺灣。 | 一中一台 一邊一國 九六共識 特殊兩國論 | 不接受九二共識，不承認合法性 | 不接受兩岸一家親                   | 基於《中華民國憲法》的台灣前途決議文 |
| 中華民國政府       | 第三勢力               | 臺灣民眾黨                                | 尊重兩岸過去的協議和互動的歷史，在既有的政治基礎上，以五個互相原則，秉持“兩岸一家親”的精神。，中评社则发表了采访全文。表達中華民國的政府組織有外交部，也有陸委會，很清楚地說明「兩岸事務不是外交關係、不是國際關係，而是一個有專屬定位的兩岸關係」。兩岸需要互相交流、理解，「遵守體制，改善現狀」。 | 一五新觀點                            | 堅守「兩岸一家親」的概念，且「兩岸一家親」定義非指政治狀態，其初衷是希望兩岸彼此諒解。当今世界上并没有人认为有两个中国，所以一个中国不是问题。提出五個互相原則。 | 接受兩岸一家親，提出一五新觀點     | 《中華民國憲法》、兩岸人民關係條例   |

### 国际社会
世界上有183个国家与中华人民共和国政府建立外交关系。12個國家與中華民國政府建立外交關係，並互派大使等外交官。世界上多數國家官方與中華民國政府無外交關係，和中華民國有民間及非官方但實際上具有外交性質的關係，他們的觀點主要為：
基於與中華人民共和國建交原則，認同中華人民共和國是代表中國的唯一合法政府。同時，對中華人民共和國的觀點（「台灣是中國的神聖領土一部分」）表示理解、认可、尊重或認知（英文原文為acknowledge）。
| 國家政權或國際組織   | 認知立場 | 法源依據                                                 |
| 國際組織             | 國際組織 | 國際組織                                                 |
| -------------------- | --- | -------------------------------------------------------- |
| 联合国               | 中國是聯合國的創始會員國和聯合國常任理事國之一，成立之初由中華民國政府代表，在聯合國2758號決議文通過後，現時由中華人民共和國政府代表這一席位。 | 《聯合國憲章》、聯合國2758號決議                         |
| 欧盟                 | 遵循坚持中华人民共和国的一个中国原则，认为台湾不是主权国家，不与中华民国政府建立任何意义上的外交关系。认知台澎金马地区作为经济和贸易实体的存在性。對中華人民共和國的觀點（「台灣是中國的一部分」）表示理解、尊重或認知。 |                                                          |
| 中華人民共和國邦交國 | |                                                          |
| 美国                 | 承認（recognize）中華人民共和國是代表中國人民的唯一合法政府。 1. 美国认识到（acknowledge）台湾海峡兩岸的中国人都认为只有一个中国，且台湾是中国的一部分，美國政府对这一立场不提出异议 （does not challenge）。美国政府認識到（acknowledge，中華人民共和國政府使用「承認」）中国的立场，即只有一个中国，台湾是中国的一部分。美国政府對於中华人民共和国的立场，即只有一个中国，台湾是中国的一部分表示理解。 2. 依《臺灣關係法》，「臺灣」一詞將視情況需要，包括臺灣及澎湖列島，這些島上的人民、公司及根據適用於這些島嶼的法律而設立或組成的其他團體及機構，1979年1月1日以前美國承認為中華民國的臺灣治理當局，以及任何接替的治理當局（包括政治分支機構、機構等）。 | 《與台灣關係法》、 《台灣旅行法》、《中美建交公报》      |
| 日本                 | 承认中华人民共和国的一个中国原则。對中華人民共和國的立场（即「台湾是中华人民共和国领土不可分割的一部分」）表示充分理解和尊重。 | 《中日和平友好條約》                                     |
| 英国                 | 英国的一贯立场是：認知（acknowledge）中国政府关于台湾是中国一个省的立场，承认（recognise）中华人民共和国政府是中国的唯一合法政府。 |                                                          |
| 俄羅斯               | 俄罗斯一贯认为台湾问题是中国的「内政」，外部势力无权干涉。俄罗斯坚持一个中国原则，反对任何形式的“台湾独立”，不接受“两个中国”、“一中一台”，反对台灣重新加入联合国及其他只能由主权国家参加的国际组织，不向台灣出售武器。俄方理解中方根据《反分裂国家法》为实现国家和平统一所做的努力。 | 《中俄睦鄰友好合作條約》                                 |
| 大韓民國             | 南韩政府在2014年中韩双方发表的一份联合声明中，承認中華人民共和國政府是中國的唯一合法政府。充分理解和尊重世界上只有一个中国，台湾是中国领土不可分割的一部分。继续坚持中华人民共和国政府是代表中国的唯一合法政府和一个中国的立场，支持两岸关系和平发展。 | 《s:中华人民共和国和大韩民国关于建立外交关系的联合公报》 |
| 泰國                 | 泰國承認中華人民共和國政府是「中國」的唯一政府。认知或承认中華人民共和國的立場，即臺灣是中國領土的一部分。 | 《s:中华人民共和国和泰王国关于建立外交关系的联合公报》   |
| 菲律賓               | 菲律賓政府表示，承認中華人民共和國政府是中國的唯一政府。充分理解和尊重中華人民共和國的立場，即臺灣是中國領土的一部分。 |                                                          |
| 新加坡               | 新華社報導李顯龍說新加坡「堅持一個中國政策，反對台灣獨立。」但在新加坡官方發佈的新聞資料中，僅提及李顯龍向習近平重申新加坡會遵循自己的「一個中國」政策，並未提到「反對台灣獨立」。 |                                                          |
| 中華民國邦交國       | |                                                          |
| 中華民國邦交國       | 承認中華民國代表中國的政府，認同或尊重中華民國政府立場。 |                                                          |

## 兩岸對單方面改變現狀的各自認定
海峡两岸都反对单方面改变现状的行为，但两岸对此见解差别很大。
| 中华人民共和国 | 中華民國 |
| --- | --- |
| 中华人民共和国政府认为中華民國单方面改变现状的行為包括： - 廢除或修改中華民國憲法中，关于“一個中國”的内容，包括修改現有的中華民國國號、國旗、國徽、國歌、領土範圍等。 - 在2006年2月宣佈終止適用《國家統一綱領》、終止國家統一委員會運作。 - 进行有关统独的全國性公民投票（即統獨公投），并且公投结果是独立及其他方式改變台灣的現狀。 - 與其他國家建立軍事同盟關係，包括對台軍售，容許美國駐軍台灣等。 - 否认九二共识或造成統一無望的行為 - 實行去中國化或實施“文化台獨”的方式、行為 | 中華民國政府認為中華人民共和國單方面改變現狀的行為包括： - 以任何非和平方式解決爭端，包括採取軍事或準軍事的挑釁動作或者解放军對台飛彈數量增加。 - 制定反分裂國家法并於2005年3月14日通過實施。 - 軍事、航空、航海等跨越台灣海峽中線，或擅自進入臺灣地區限制或禁止水域。 - 搶奪中華民國邦交國。 |

## 兩岸人民的意見及看法

### 中國大陆民意與變化
中国大陆媒體普遍支持“兩岸文化及經貿交流”，大陆人民基本都认为“两岸应当统一，无论何种形式”。2005年7月，《东方时空》的“时空调查”部分：“您认为两岸会走向和平吗？”零点调查公司对18至60岁的居民通过科学的入户调查的方式，获得的调查结果为：2005年，74%的受访者认为“两岸正走向和平”，比2004年只有31.3%的受访者认为两岸关系正走向和平有所增加。而在“你认为大陆民众对两岸关系的态度发生变化的主要原因是”的调查中，58%的民众认为“大陆对台政策更加实际有效”；24%的民众认为“台湾政党领导人访問大陆”；15%的民众认为“两岸民间的交流大大增加”。
中國大陸部分海外异见人士，如美籍余杰、澳籍袁红冰等人则与中国大陆媒体、普通民众支持中国统一的观点相反。其中，余杰傾向于“台灣維持現況、保有自治，甚至維持一個主權獨立的國家”。
2016年4月，《环球时报》与上海社会科学院的一项网络民意调查显示，40.7%的民众认为和平统一“完全没可能”，40%的民众认为“可能性很小”；超过85%的民众支持“武统台湾”。国台办新闻发言人马晓光回应这一现象，称蔡英文政府和台独势力的“倒行逆施”逼迫中国大陆民众发出“武统”的声音。

### 臺灣民意與變化
馬英九執政後，根據遠見雜誌民調中心於2009年7月21日發佈關於民眾對於兩岸現況看法的民調，結果認為雙方目前是「兩個各自發展的國家」達82.8%，「同屬一個分裂的中華民國」佔4.9%，「同屬一個分裂的中華人民共和國」者為0.7%。2009年5月行政院研考會調查顯示，在台灣人或中國人的認同指標上，64.6%的台灣民眾認為自己是台灣人，11.5%自認是中國人，且自認是中國人的比例逐年下降。 研考會自1996年開始，以「民眾的政治態度及族群觀點」為主題，每年進行一次民調；這次公布的民調是在今年5月1日-2日進行的，成功訪問1113位成年人；在95%的信心水準下，抽樣誤差在±3%以內。
臺灣人民普遍同意國號為中華民國、由於一個中國原則一般接受國際通稱為臺灣或中華台北。
自1980年代末、1990年代初開始全面民主化與本土化以來，過去二十餘年，台灣民眾的身分認同已發生了顛覆性的嬗變，其間台灣民意長期且穩定地支持維持現狀，而支持獨立者也都越來越明顯高於支持統一者。根據中華民國行政院大陸委員會在2011年11月所作的民意調查，高達86.6%的絕大部分台灣民衆認為應該維持現狀（廣義）： 
- 儘快宣布獨立：4.1%；
- 維持現狀，以後走向獨立：17.3%；
- 永遠維持現狀：26.5%；
- 維持現狀，看情形再決定獨立或統一：34.2%；
- 維持現狀，以後走向統一：8.6%；
- 儘快統一：1.3%；
- 不知道／無意見：8.0%。[131]

如果排除「維持現狀」的選項，則支持獨立者呈壓倒性多數。根據TVBS於2011年10月21日至24日民調，獨立佔67%，統一為17%，17%無意見。
2012年3月29日，民主進步黨公布針對全國20歲以上具投票權公民所做的民意調查（依內政部2012年1月份人口統計資料，具95%信心水準，抽樣誤差約為±2.73%），結果顯示：78%受訪者認為台灣與中國大陸「不是」同一個國家；81.2%的民眾同意民進黨《台灣前途決議文》中「台灣是一主權獨立國家，任何有關獨立現狀的更動，必須經由台灣全體住民以公民投票的方式決定」的政策。
2013年10月台灣指標民調顯示，有七成臺灣民眾認為臺灣和中國大陸是兩個各自發展的國家。
2014年9月，臺灣網路論壇批踢踢「我是台灣人，還是中國人？」的投票民調，「我是台灣人，不是中國人」這選項得到了10987張的票數，囊括95.61%的選票公意。反觀「我不是台灣人，是中國人」只獲得61張的票數，得票率0.53%。
根據台灣民調指標公司在2015年10月15日發布的定期民調，對兩岸關係現況及未來看法的可複選題目，有69.3%的民眾認為兩岸現狀是一邊一國關係，有69%的民眾認為兩岸是一中一台的關係，只有10.5%的民眾支持終極統一。
2016年台灣陸委會民調顯示
- 主張統一：10.5%
- 主張維持現狀：64.7%
- 主張獨立：19%

聯合報的「兩岸關係年度大調查」自2010年開始調查至2017，2010年至2017年之調查台灣人對於兩岸關係仍以「維持現狀」為主流，支持統一或獨立比例基本持平，2010年主張維持現狀為51%，2011年為主張維持現狀52%，2012年主張維持現狀為48%，2013年主張維持現狀為47%，2014年主張維持現狀為47%。
| 主張     | 2015年 | 2016年 | 2017年 | 2021年 |
| -------- | ------ | ------ | ------ | ------ |
| 維持現狀 | 55%    | 47%    | 49%    | 51%    |
| 緩統     | 9%     | 10%    | 12%    | 6%     |
| 急統     | 4%     | 7%     | 8%     | 4%     |
| 緩獨     | 12%    | 16%    | 11%    | 16%    |
| 急獨     | 16%    | 15%    | 13%    | 18%    |
| 無意見   |        |        |        | 3%     |

菱傳媒自2023年5月起進行，民眾對3年內海峽兩岸發生戰爭風險的擔憂有多高，並針對台海若開戰，美軍協防機會有多高進行網路問卷調查。
| 日期       | 憂心會發生戰爭 | 不憂心發生戰爭 | 不知道 |
| ---------- | -------------- | -------------- | ------ |
| 2023年5月  | 49.21%         | 43.88%         | 6.92%  |
| 2023年6月  | 43.74%         | 49.74%         | 6.52%  |
| 2023年7月  | 42.69%         | 50.70%         | 6.61%  |
| 2023年8月  | 43.09%         | 50.52%         | 6.38%  |
| 2023年9月  | 42.25%         | 52.24%         | 5.52%  |
| 2023年10月 | 45.78%         | 47.53%         | 6.68%  |
| 2023年11月 | 43.06%         | 51.37%         | 5.57%  |
| 2023年11月 | 41.18%         | 53.1%          | 5.72%  |

## 國際媒體觀點
英國《經濟學人》雜誌在2021年4月以「地球上最危險的地方」形容臺灣，認為臺海現狀難以再維持穩定，中美很可能在臺海地區爆發衝突。